# Чарлтън (остров)

Остров Чарлтън (на английски: Charlton Island) е 67-ият по големина остров в Канадския арктичен архипелаг. Площта му е 308 км2, която му отрежда 86-о място сред островите на Канада. Макар островът да се намира на стотици километри южно от архипелага, административно принадлежи към канадската територия Нунавут (най-южният остров на Нунавут) и затова е включен в Канадския арктичен архипелаг. Ненаселен.
Островът се намира в най-южната част на Хъдсъновия залив, по-точно в най-южната част на залива Джеймс, като затваря от северозапад по-малкия залив Рупърт. На 29 км на юг и на 30 км на изток се намират бреговете на канадската провинция Квебек, като в източния проток са разположени няколко по-малки острова – Кеъри, Данби, Тент, Джейкъб и други.
Бреговата линия с дължина 93 км е много слабо разчленена, в голямата си част блатиста и труднодостъпна. От югозапад на североизток дължината му е 30 км, а ширината 15 км.
Релефът е равнинен с максимална височина от 42 м. Островът е изпъстрен с множество малки езера, блата и мочурища.
Чарлтън е открит през септември 1631 г. от английския мореплавател Томас Джеймс (1593 – 1635), който извършва първото му изследване и грубо картиране по време на принудителното му зимуване на острова.
|  | Тази страница частично или изцяло представлява превод на страницата „Чарлтон (остров)“ в Уикипедия на руски. Оригиналният текст, както и този превод, са защитени от Лиценза „Криейтив Комънс – Признание – Споделяне на споделеното“, а за съдържание, създадено преди юни 2009 година – от Лиценза за свободна документация на ГНУ. Прегледайте историята на редакциите на оригиналната страница, както и на преводната страница, за да видите списъка на съавторите. ВАЖНО: Този шаблон се отнася единствено до авторските права върху съдържанието на статията. Добавянето му не отменя изискването да се посочват конкретни източници на твърденията, които да бъдат благонадеждни. |